# Stephen Roche
Stephen Roche (Dundrum, Dublín, Irlanda, 28 de noviembre de 1959) es un exciclista que estuvo en activo desde 1981 hasta 1993, en los que cosechó 58 victorias.

## Carrera profesional
Tuvo buenos resultados desde sus inicios. En su debut como profesional, ganó la París-Niza. En años venideros, su ritmo no decaería, con buenos puestos en carreras de la Copa del Mundo, así como en el Tour de Francia y una medalla de oro en el Campeonato del Mundo de ciclismo.
Tuvo un año negro en 1986, producto de una caída, lo cual le alejó de la élite durante todo el año. Sin embargo, al año siguiente, Stephen Roche gozó del mejor año de su vida deportiva, venciendo en el Giro de Italia y el Tour de Francia. El Tour de Francia 1987 fue particularmente disputado, sin el retirado Bernard Hinault ni el accidentado Greg LeMond, el maillot amarillo pasó de unas manos a otras entre diversos corredores de la talla de Charly Mottet, Jean Francois Bernard, Pedro Delgado y el mismo Stephen Roche. Tras unas apasionantes etapas en los Alpes, especialmente la terminada en La Plagne donde necesitó oxígeno en la meta, Stephen Roche terminó ganando gracias a su buen hacer en la lucha contra el cronómetro, convirtiéndose en el único ciclista irlandés en vencer en el Tour de Francia, y en el quinto corredor en conseguir el doblete Giro-Tour en el mismo año.
Pero aquel año, a Roche aún le quedaba una última sorpresa, la victoria en el Campeonato del Mundo, lo que le convirtió en el segundo ciclista en la historia, detrás de Eddy Merckx y antes que Tadej Pogačar, en conseguir la Triple Corona del ciclismo, esto es, vencer el mismo año en Giro, Tour y Campeonato del Mundo. 
Tras tan brillante año, Stephen Roche no decayó, con buenos puestos y victorias de etapa en Giro y Tour y otras victorias de diversa índole del calendario profesional.
Se retiró en 1993, convirtiéndose en entrenador en Mallorca (España).
Su hijo Nicolas Roche también es ciclista profesional, al igual que su sobrino Daniel Martin.

## Palmarés
| 1979 - FBD Insurance Rás 1981 - París-Niza, más 1 etapa - 1 etapa del Tour del Porvenir - 1 etapa del Tour de Córcega - Étoile des Espoirs - Tour d'Indre-et-Loire - Tour de Corse 1983 - 1 etapa del Tour de Córcega - Tour de Romandía - G.P. de Wallonie - París-Bourges - Étoile des Espoirs - 3.º en el Campeonato Mundial en Ruta 1984 - Niza-Alassio - Tour de Romandía - 1 etapa de la París-Niza - Subida a Arrate 1985 - Critérium Internacional, más 1 etapa - 2 etapas de la Dauphiné Libéré - 2 etapas de la Vuelta a Irlanda - 1 etapa de la París-Niza - 3.º del Tour de Francia, más 1 etapa - Ruta del Sur | 1987 - Campeonato Mundial en Ruta - Giro de Italia , más 2 etapas - Tour de Francia , más 1 etapa - Vuelta a Valencia, más 1 etapa - Tour de Romandía, más 2 etapas - 1 etapa de la París-Niza - Super Prestige Pernod International 1989 - Vuelta al País Vasco, más 1 etapa - 1 etapa de la París-Niza - 1 etapa de los Cuatro días de Dunkerque 1990 - Cuatro días de Dunkerque 1991 - Semana Catalana - Critérium Internacional 1992 - 1 etapa del Tour de Francia |

## Resultados

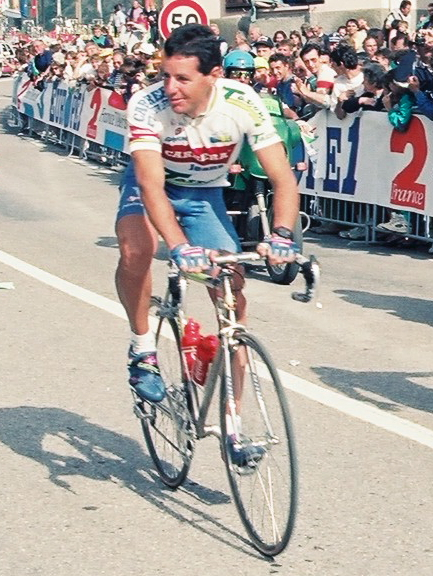
Stephen Roche en el Tour del 93.

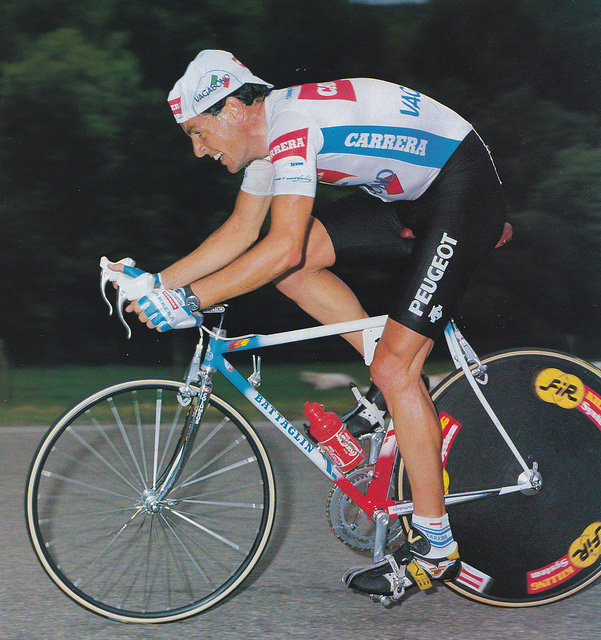
Stephen Roche en el Giro del 87.

Durante su carrera deportiva consiguió los siguientes puestos en Grandes Vueltas, vueltas menores y carreras de un día:

### Grandes Vueltas
| Carrera | Carrera         | 1980 | 1981 | 1982 | 1983 | 1984 | 1985 | 1986 | 1987 | 1988 | 1989 | 1990 | 1991 | 1992 | 1993 |
| ------- | --------------- | ---- | ---- | ---- | ---- | ---- | ---- | ---- | ---- | ---- | ---- | ---- | ---- | ---- | ---- |
|         | Giro de Italia  | —    | —    | —    | —    | —    | —    | Ab.  | 1.º  | —    | 9.º  | —    | —    | —    | 9.º  |
|         | Tour de Francia | —    | —    | —    | 13.º | 25.º | 3.º  | 48.º | 1.º  | —    | Ab.  | 44.º | Ab.  | 9.º  | 13.º |
|         | Vuelta a España | —    | —    | —    | —    | —    | —    | —    | —    | —    | —    | —    | —    | 14.º | —    |

### Vueltas menores
| Carrera | Carrera                | 1980 | 1981 | 1982 | 1983 | 1984 | 1985 | 1986 | 1987 | 1988 | 1989 | 1990 | 1991 | 1992 | 1993 |
| ------- | ---------------------- | ---- | ---- | ---- | ---- | ---- | ---- | ---- | ---- | ---- | ---- | ---- | ---- | ---- | ---- |
|         | París-Niza             | —    | 1.º  | 6.º  | —    | 2.º  | 2.º  | —    | 4.º  | —    | 2.º  | 2.º  | 4.º  | —    | —    |
|         | Tirreno-Adriático      | —    | —    | —    | —    | —    | —    | —    | —    | —    | —    | —    | —    | 8.º  | 21.º |
|         | Vuelta al País Vasco   | —    | —    | —    | —    | —    | —    | —    | 12.º | —    | 1.º' | 6.º  | 7.º  | 6.º  | 22.º |
|         | Tour de Romandía       | —    | —    | —    | 1.º  | 1.º  | —    | —    | 1.º  | —    | —    | —    | —    | —    | 13.º |
|         | Critérium del Dauphiné | —    | 26.º | —    | —    | 6.º  | 20.º | —    | —    | —    | —    | 7.º  | —    | —    | —    |

### Clásicas, Campeonatos y JJ. OO.
| Carrera                | Carrera                | 1980 | 1981          | 1982          | 1983          | 1984 | 1985          | 1986          | 1987          | 1988 | 1989          | 1990          | 1991          | 1992 | 1993  |
| ---------------------- | ---------------------- | ---- | ------------- | ------------- | ------------- | ---- | ------------- | ------------- | ------------- | ---- | ------------- | ------------- | ------------- | ---- | ----- |
| Omloop Het Nieuwsblad  | Omloop Het Nieuwsblad  | —    | —             | —             | 50.º          | 25.º | —             | X             | —             | —    | —             | —             | —             | —    | —     |
| Kuurne-Bruselas-Kuurne | Kuurne-Bruselas-Kuurne | —    | —             | —             | —             | 6.º  | —             | X             | —             | —    | —             | —             | —             | —    | X     |
|                        | Milán-San Remo         | —    | —             | —             | —             | 28.º | 52.º          | —             | 74.º          | —    | —             | —             | —             | 35.º | 126.º |
| Gante-Wevelgem         | Gante-Wevelgem         | —    | —             | —             | —             | 16.º | 32.º          | —             | —             | —    | —             | —             | —             | —    | —     |
|                        | Tour de Flandes        | —    | —             | —             | —             | —    | —             | —             | —             | —    | 30.º          | —             | —             | —    | —     |
|                        | París-Roubaix          | —    | 39.º          | 17.º          | 20.º          | 21.º | —             | —             | —             | —    | —             | —             | —             | —    | —     |
| Amstel Gold Race       | Amstel Gold Race       | —    | —             | 2.º           | 20.º          | 19.º | 11.º          | —             | —             | —    | 38.º          | 39.º          | 72.º          | —    | 46.º  |
| Flecha Valona          | Flecha Valona          | —    | 61.º          | 25.º          | —             | —    | 20.º          | —             | 4.º           | —    | —             | 6.º           | 16.º          | 12.º | 39.º  |
|                        | Lieja-Bastoña-Lieja    | —    | —             | 9.º           | 24.º          | —    | 3.º           | —             | 2.º           | —    | 33.º          | 16.º          | 8.º           | 14.º | 24.º  |
| Clásica San Sebastián  | Clásica San Sebastián  | —    | 16.º          | —             | 7.º           | —    | —             | —             | —             | —    | —             | —             | —             | —    | 29.º  |
| Bretagne Classic       | Bretagne Classic       | —    | —             | —             | 3.º           | —    | —             | —             | —             | —    | —             | —             | —             | —    | —     |
| París-Tours            | París-Tours            | —    | 27.º          | 18.º          | 7.º           | 18.º | —             | —             | —             | —    | —             | —             | 110.º         | 50.º | —     |
|                        | Giro de Lombardía      | —    | 14.º          | 16.º          | 18.º          | —    | 5.º           | —             | —             | —    | —             | —             | —             | 18.º | —     |
| JJ. OO. (Ruta)         | JJ. OO. (Ruta)         | 45.º | No se disputó | No se disputó | No se disputó | —    | No se disputó | No se disputó | No se disputó | —    | No se disputó | No se disputó | No se disputó | —    | ND    |
| Mundial en Ruta        | Mundial en Ruta        | —    | 61.º          | 32.º          | 3.º           | —    | 7.º           | —             | 1.º           | 75.º | —             | —             | Ab.           | 23.º | Ab.   |

 —: No participa

Ab.: Abandona

X: Ediciones no celebradas

## Reconocimientos
- Mendrisio de Oro (1987)
- En 2002 pasó a formar parte de la Sesión Inaugural del Salón de la Fama de la UCI.[1]